# Soon-tek Oh
Soon-tek Oh (Mokpo, 29 giugno 1932 – Los Angeles, 4 aprile 2018) è stato un attore sudcoreano naturalizzato statunitense.

## Filmografia parziale

### Attore

#### Cinema
- Matt Helm... non perdona! (Murderers' Row), regia di Henry Levin (1966)
- Yongary il più grande mostro (대괴수 용가리), regia di Kim Ki-duk (1967)
- Uno spaccone chiamato Hark (One More Train to Rob), regia di Andrew V. McLaglen (1971)
- Agente 007 - L'uomo dalla pistola d'oro (The Man with the Golden Gun), regia di Guy Hamilton (1974)
- Commando Black Tigers (Good Guys Wer Black), regia di Ted Post (1978)
- Countdown dimensione zero (The Final Countdown), regia di Don Taylor (1980)
- Rombo di tuono 2 (Missing in Action 2: The Beginning), regia di Lance Hool (1985)
- Steele Justice, regia di Robert Boris (1987)
- Il giustiziere della notte 4 (Death Wish 4: The Crackdown), regia di J. Lee Thompson (1987)
- La leggenda del cavallo bianco (Bialy Smok), regia di Jerzy Domaradzki e Janusz Morgenstern (1987)
- La legge delle triadi (Soursweet), regia di Mike Newell (1988)
- Una casa tutta per noi (A Home of Our Own), regia di Tony Bill (1993)
- S.F.W. - So Fucking What (S.F.W.), regia di Jefery Levy (1994)
- Mai dire ninja (Beverly Hills Ninja), regia di Dennis Dugan (1997)
- True blue - L'anello mancante (True Blue), regia di J.S. Cardone (2001)
- S.W.A.T. - Squadra speciale anticrimine (S.W.A.T.), regia di Clark Johnson (2003)

#### Televisione
- Le spie (I Spy) – serie TV, episodi 1x09-1x13 (1965)
- Selvaggio west (The Wild Wild West) – serie TV, episodio 2x25 (1967)
- Earth II, regia di Tom Gries – film TV (1971)
- Charlie's Angels – serie TV, 4 episodi (1980-1981)
- Magnum, P.I. – serie TV, episodio 7x07 (1987)
- Highlander (Highlander: The Series) – serie TV, episodio 1x03 (1992)
- La signora in giallo (Murder, She Wrote) – serie TV, episodio 10x01 (1993)
- Attacco al presidente (The President's Man), regia di Eric Norris e Michael Preece – film TV (2000)

### Doppiatore
- Principe Valiant (The Legend of Prince Valiant) - serie TV, 1 episodio (1993)
- Le avventure di Jonny Quest (The Real Adventures of Jonny Quest) - serie TV, 1 episodio (1996)
- La vita con Louie (Life with Louie) - serie TV, 1 episodio (1997)
- Mulan, regia di Tony Bancroft e Barry Cook (1998)
- King of the Hill - serie TV, 1 episodio (2000)
- Mulan II, regia di Darrell Rooney Lynne Southerland (2004)

## Doppiatori italiani
Nelle versioni in italiano delle opere in cui ha recitato, Soon-tek Oh è stato doppiato da:
- Angelo Nicotra in Charlie's Angels, Mai dire Ninja
- Cesare Barbetti in Agente 007 - L'uomo dalla pistola d'oro
- Oreste Lionello in Una casa tutta per noi
- Gianni Giuliano in La signora in giallo

Da doppiatore è sostituito da:
- Luciano Melani in Mulan
- Vittorio Congia in Mulan II